# Genèse de la cité
Genèse de la cité (titre original : The City We Became) est un roman de fantasy écrit par N. K. Jemisin, paru en 2020 puis traduit en français et publié en 2021. L'ouvrage a obtenu le prix British Science Fiction du meilleur roman 2020 et prix Locus du meilleur roman de fantasy 2021.

## Résumé
En descendant du train à Penn Station, le jeune homme se rend compte qu'il a tout oublié : son nom, son passé, son visage... Une seule certitude : quoiqu'il n'ait jamais mis les pieds à Manhattan, il est ici chez lui. Rien d'anormal, donc, à ce qu'un vieux taxi jaune à damiers s'arrête devant lui au moment où il en a le plus besoin. Il doit impérativement se rendre sur FDR Drive ; il ignore pourquoi, mais cela a sans doute un rapport avec les tentacules qui sèment le trouble à chaque coin de rue. La ville, sa ville est en danger, et lui seul semble être en mesure de la défendre. Lui seul ? Non, ils sont cinq, un pour chaque arrondissement de New York...

## Éditions
- The City We Became, Orbit, 24 mars 2020, 437 p.  (ISBN 978-0-316-50984-8)
- Genèse de la cité, J'ai lu, coll. « Nouveaux Millénaires », 3 février 2021, trad. Michelle Charrier, 384 p.  (ISBN 978-2-290-23251-4)
- Genèse de la cité, J'ai lu, coll. « Science-fiction » no 13800, 3 mai 2023, trad. Michelle Charrier, 480 p.  (ISBN 978-2-290-23250-7)